# Фальмента
Фальмента (итал. Falmenta) — коммуна в Италии, располагается в регионе Пьемонт, в провинции Вербано-Кузьо-Оссола.
Население составляет 126 человека (30-11-2018), плотность населения составляет 7,72 чел./км². Занимает площадь 16,32 км². Почтовый индекс — 28050. Телефонный код — 0323.
Покровителем коммуны почитается святой Лаврентий, празднование 10 августа.

## Демография
Динамика населения:

## Администрация коммуны
- Официальный сайт: http://www.vallecannobina.it/falmenta.asp?m=1&v=1&mco=1&comune=2

## Примечание
1. ↑  Statistiche demografiche ISTAT. demo.istat.it. Дата обращения: 9 декабря 2019. Архивировано 24 марта 2019 года.